# İ
La İ (i con punto) es una grafía del alfabeto turco usado también en el gagaúzo, azerí, y el tártaro, en contraposición con la ı (i sin punto).
En todas estas lenguas representa el sonido de una i latina, cuyo símbolo fonético es [i].
La confusión entre la i con y sin punto puede ocurrir durante el uso de aparatos digitales. A muchos de los teléfonos móviles usados en Turquía, anteriores a los smartphones, les faltaba una propia localización de idiomas por lo que sustituían ı por i en los mensajes SMS, lo que en ocasiones distorsionaba el sentido del texto. En una ocasión, fue debido a un problema de comunicación lo que llevó a la muerte a Emine y Ramazan Çalçoban en 2008. El uso de "i" resultó en un significado totalmente retorcido: en vez de la palabra "sıkışınca" parecía que la palabra que él había escrito era "sikişince". Ramazan quería escribir "cambias de tema cada vez que te quedas sin argumentos" pero lo que Emine leyó fue una expresión malsonante. Una sustitución muy común que evita esto es usa el número 1 para la ı sin punto. Esto también es habitual en Azerbaiyán, a pesar de que el significado de las palabras generalmente es fácil de entender.

## Codificación digital
En Unicode hay un carácter especial para la i con punto mayúscula, que tiene el código U+0130. Puesto que el glifo de la I con punto minúscula, es el de una letra I latina normal, no hay un carácter especial para esta.
| Carácter      | İ                                     | İ                                     | i                    | i                    |
| ------------- | ------------------------------------- | ------------------------------------- | -------------------- | -------------------- |
| Unicode       | LATIN CAPITAL LETTER I WITH DOT ABOVE | LATIN CAPITAL LETTER I WITH DOT ABOVE | LATIN SMALL LETTER I | LATIN SMALL LETTER I |
| Codificación  | decimal                               | hex                                   | decimal              | hex                  |
| Unicode       | 304                                   | U+0130                                | 105                  | U+0069               |
| UTF-8         | 196 176                               | C4 B0                                 | 105                  | 69                   |
| Ref. numérica | &#304;                                | &#x130;                               | &#105;               | &#x69;               |